# Glińsk-Zagóra
Glińsk-Zagóra (ukr. Глинськ-Загура) – przystanek kolejowy w miejscowości Glińsk, w rejonie rówieńskim, w obwodzie rówieńskim, na Ukrainie.